# Тастин (Мичиген)
Тастин (енгл. Tustin) град је у америчкој савезној држави Мичиген.

## Демографија
По попису из 2010. године број становника је 230, што је 7 (-3,0%) становника мање него 2000. године.
| Група             | 2000.       | 2010.       |
| Белци             | 234 (98,7%) | 217 (94,3%) |
| Афроамериканци    | 0 (0,0%)    | 1 (0,4%)    |
| Азијати           | 3 (1,3%)    | 3 (1,3%)    |
| Хиспаноамериканци | 0 (0,0%)    | 3 (1,3%)    |
| Укупно            | 237         | 230         |